# Fidel Sánchez Hernández
Fidel Sánchez Hernández (El Divisadero, 7 de julho de 1917 – San Salvador, 28 de fevereiro de 2003) foi um político, general e ex-presidente de El Salvador. Pode-se dizer que Sánchez Hernández liderou seu país durante uma época tumultuada. Enquanto governou El Salvador entre 1967 a 1972, Sánchez Hernández enfrentou guerra e crise econômica.
Antes de se tornar presidente, Sánchez Hernández foi general do exército em El Salvador e teve passagens breves como adido militar em Washington (após sua participação na derrubada de José María Lemus, em 1960) e em Paris. O Presidente Julio Adalberto Rivera promoveu-o Ministro do Interior em 1962, e serviu no cargo até 1967, quando sucedeu Rivera para o cargo de presidente. Ele continuou programas progressivos de Rivera e criou um gabinete principalmente de civis. A eleição de 1967 foi considerada uma das poucas no período de dominação militar a ter sido conduzidas de forma justa, na verdade, os ganhos obtidos pela oposição (obtendo, na verdade a maioria do voto popular) nas eleições legislativas e autárquicas no ano seguinte sugeriram que El Salvador estaria no caminho para a democratização, uma tendência que não seria mantida como nas eleições na década de 1970 que foram descaradamente fraudadas.
Em julho de 1969, Sánchez Hernández liderou o exército salvadorenho para a breve mas violenta Guerra do Futebol contra Honduras. Ele teve muito sucesso, ocupando grande parte do país. Mas, sob um acordo de cessar-fogo organizado pela Organização dos Estados Americanos, Sánchez Hernández concordou em retirar suas tropas, para a oposição de muitos de seus líderes militares.
A guerra com Honduras trouxe muito sofrimento econômico a El Salvador. Os refugiados, a maioria salvadorenhos que residiam em Honduras, entraram no país e Honduras fechou as rotas de comércio.
Também teve que enfrentar uma tentativa de golpe de Estado em 25 de março de 1972, liderada pelo coronel Benjamin Mejia, mas sobreviveu ao mesmo, permanecendo como presidente até 1972 e sendo sucedido pelo coronel Arturo Armando Molina.
Na noite de 28 de fevereiro de 2003, Sánchez Hernández, aos 85 anos, morreu de um ataque cardíaco enquanto estava sendo levado para um hospital militar em El Salvador.